# Nu’est
A Nu'est egy 2012-ben alakult dél-koreai popegyüttes. Nevük a Nu Established Style and Tempo rövidítése. Az együttes hivatalos rajongói klubjának neve L.O.Λ.E.

## Történetük
2012 márciusában jelent meg az első videóklipjük, melyet a Face című dalukhoz forgattak. A csapat első minialbuma Face címmel jelent meg, melyen három szám található, a címadó Face, az I'm Sorry és egy másfél perces bevezető a Nu, Establish, Style, Tempo. Az MBC csatorna Making of a Star: NU'EST, Landing Operation címmel többrészes valóságshow keretében mutatta be az együttest. 2012 júliusában elkészült a második videóklipjük, az Action, mely az azonos című középlemez első kislemeze. A középlemezből 15 564 példány fogyott, amivel a Kaon július havi toplistáján a nyolcadik helyet érték el. A DongA napilap „briliánsnak” tartja az együttes színpadi előadásmódját.

## Tagok
- 곽아론 Aron Kwak (Aron)
- 김종현 Kim Dzsonghjon (JR)
- 강동호 Kang Dongho (Baekho)
- 황민현 Hvang Minhjon (Minhyun)
- 최민기 Cshö Mingi (Ren)

## Diszkográfia
- FACE (minialbum, 2012)
- Action (középlemez, 2012)
- Hello (minialbum, 2013)
- Sleep Talking (minialbum, 2013)
- Re:Birth (nagylemez, 2014)
- Q Is. (középlemez, 2016)
- Canvas (középlemez, 2016)
- Happily Ever After (középlemez, 2019)
- The Table (középlemez, 2019)
- The Nocturne (középlemez, 2020)
- Romanticize (nagylemez, 2021)
- Needle & Bubble (nagylemez, 2022)

### NU'EST W
- W, HERE (középlemez, 2017)
- WHO, YOU (középlemez, 2018)
- WAKE, N (középlemez, 2018)